# Finnjet
Pour les autres navires du même nom, voir Leonardo da Vinci (navire).
Pour les articles homonymes, voir Da Vinci.
Le Finnjet était un ferry construit pour la compagnie finlandaise Finnlines en 1977. Il était à l'époque le plus long, le plus gros et le plus rapide ferry du monde, et le seul à être propulsé par des turbines à gaz. Il détient toujours le record de vitesse pour un ferry conventionnel, avec une vitesse de pointe de 33,5 nœuds (62,04 km/h).
Il a été démantelé en Inde, sur le chantier d'Alang à partir de septembre 2008.

## Histoire

### 1977-1987
En 1973, la compagnie finlandaise Finnlines passa commande aux chantiers navals Wärtsilä d'un ferry destiné à une route Finlande — Allemagne.
Le Finnjet entra en service le 13 mai 1977 sur la ligne Helsinki — Travemünde, ville située en RFA à la limite de la RDA, c'était à l'époque le port d'Europe de l'Ouest le plus proche de la Finlande. Propulsé grâce à des turbines à gaz, il pouvait atteindre une vitesse de pointe de 31 nœuds et traverser la Baltique en 22 heures seulement.
Du fait de sa consommation en carburant (estimée à 300 tonnes de fioul par voyage), le Finnjet, entré en service entre les deux chocs pétroliers, ne fut pas un navire très rentable. En 1981, pour accroitre sa rentabilité, deux moteurs Diesel furent installés en plus des turbines aux chantiers Amsterdamse Droogdok Maatschappij (Amsterdam, Pays-Bas). Ces modifications devaient lui permettre de naviguer à une vitesse moindre et de diminuer les coûts de carburant durant les mois d'hiver.
Lors de son transfert vers les chantiers néerlandais, le Finnjet devint le plus gros navire à passer le canal de Kiel.
En 1982, 75 % des actions du Finnjet furent vendues par le groupe Enso-Gutzeit à l'armateur finlandais Effoa (la maison-mère de Silja Line) : Finnjet Line, une coentreprise entre Effoa et Finnlines fut alors créée dans le but d'exploiter le navire.
En janvier 1986, une rénovation majeure fut effectuée aux chantiers Wärtsilä (Helsinki), de nouvelles cabines de classe Commodore furent construites à la place de l'ancien sundeck.
En juin de la même année, Finnlines vendit ses parts restantes à Effoa, et au début de l'année 1987, le navire fut peint aux couleurs de Silja Line et incorporé à sa flotte.

### 1987-2005
À la suite de l'entrée du navire dans la flotte de Silja Line, d'importants travaux de rénovations furent menés en 1987, 1988, 1989, aux chantiers Howaldtswerke-Deutsche Werft de Kiel, durant lesquels presque tous les espaces publics furent reconstruits.
En 1997, le Finnjet fut transféré aux chantiers Götaverken Cityvarvet (Göteborg, Suède) où fut notamment construit une plus grande boutique tax-free en vue de ses nouvelles routes : Helsinki — Travemünde durant l'été, Helsinki — Tallinn durant le reste de l'année.
Puis en 1999, sa route fut modifiée en Helsinki — Tallinn — Rostock.
En 2004, une nouvelle rénovation fut effectuée aux Aker Finnyards (Rauma) en préparation pour sa nouvelle route : Saint-Pétersbourg — Tallinn — Rostock. Durant ces travaux, la plupart des espaces intérieurs furent rénovés, de nouveaux gouvernails furent installés et les ailerons de passerelle couverts.
Cette route devait être plus rentable tout au long de l'année, ce qui ne fut pas le cas. Après une première saison, le Finnjet fut immobilisé durant l'hiver 2004-2005. Le service fut finalement arrêté après la saison d'été 2005 et le navire fut mis en vente.

### 2005-2008

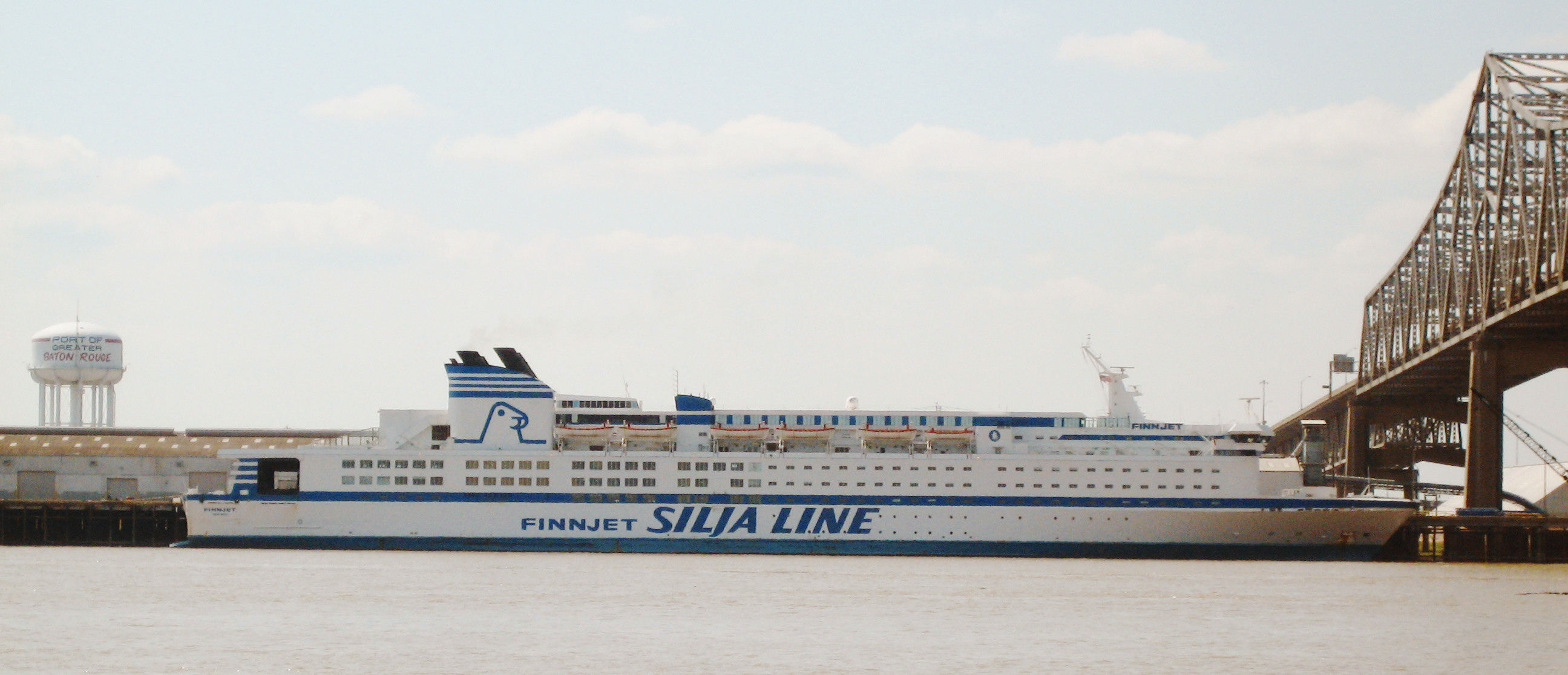
Le Finnjet à Bâton-Rouge en avril 2006

Pendant l'hiver 2005-2006, le Finnjet a été affrété par la Faculté de médecine de l'Université d'État de Louisiane dans le but de loger les étudiants, professeurs et personnel déplacés à cause de l'ouragan Katrina. Il fut amarré à Bâton-Rouge sur la rive ouest du Mississippi au pied du pont Horace Wilkinson.
Le 6 juin 2006, à la fin de son charter, le Finnjet quitta Bâton-Rouge pour Freeport (Bahamas). Le navire devint la propriété de Sea Containers, la société mère de Silja Line et changea de pavillon (Bahamas).
Pendant les mois suivants, l'utilisation future du bateau fit l'objet de plusieurs rumeurs : transformation en casino flottant, charter…
Le 21 novembre 2007, le ferry a été vendu à Cruise Ship Holdings Four, une filiale de la compagnie de croisière néerlandaise Club Cruise. 
Le 16 janvier 2008, rebaptisé Da Vinci, le navire est transféré aux chantiers T. Mariotti à Gênes, où il devait être transformé en navire de croisière. Cependant, le prix de la conversion s'avéra beaucoup plus élevé que prévu et par conséquent, le Da Vinci fut vendu pour la ferraille en mai 2008.
Rebaptisé Kingdom, il est arrivé sur le chantier de démantèlement d'Alang (Inde) le 13 juin 2008. Le 19 juin, il fut échoué et le processus de démantèlement commença aussitôt.

## Propulsion
À l’origine, la propulsion du Finnjet était assurée par deux turbines Pratt & Whitney FT4C-1 DLF, dérivées des réacteurs Pratt & Whitney JT3D qui équipaient notamment les Boeing 707 et les Douglas DC-8. Elles entraînaient deux hélices KaMeWa 179 s1/4 à pales orientables de 5 mètres de diamètre.
En 1981, une salle des machines supplémentaire fut construite sur le pont arrière. On y installa deux moteurs Diesel Wärtsilä Vasa 18V32 d’une puissance combinée de 11,4 mégawatts, associés à deux générateurs électriques Strömberg. L’électricité produite permettait d’entraîner deux moteurs électriques connectés aux arbres d'hélices.
Ces modifications permettaient d’être exploité en période estivale à une vitesse de 30 nœuds grâce aux turbines à gaz et à une vitesse de 18,5 nœuds en période hivernale : le trajet durait alors 36 heures et la consommation de carburant était réduite de 50 %.
En 1994, un nouveau système de transmission permettant une exploitation plus flexible est installé : il permettait de combiner les moteurs Diesel avec les turbines. En combinant les deux turbines avec les deux moteurs Diesel, la puissance totale du navire atteignait alors 69 400 kW.
Le Finnjet possédait également cinq générateurs Diesel auxiliaires (constitués de cinq moteurs Wärtsilä 12 V 22 associés à des générateurs Strömberg HSPTL/R11/753B16), ainsi que d’un générateur Diesel de secours. Deux chaudières à basse pression sont utilisées pour chauffer le navire en période hivernale.

## Emménagements

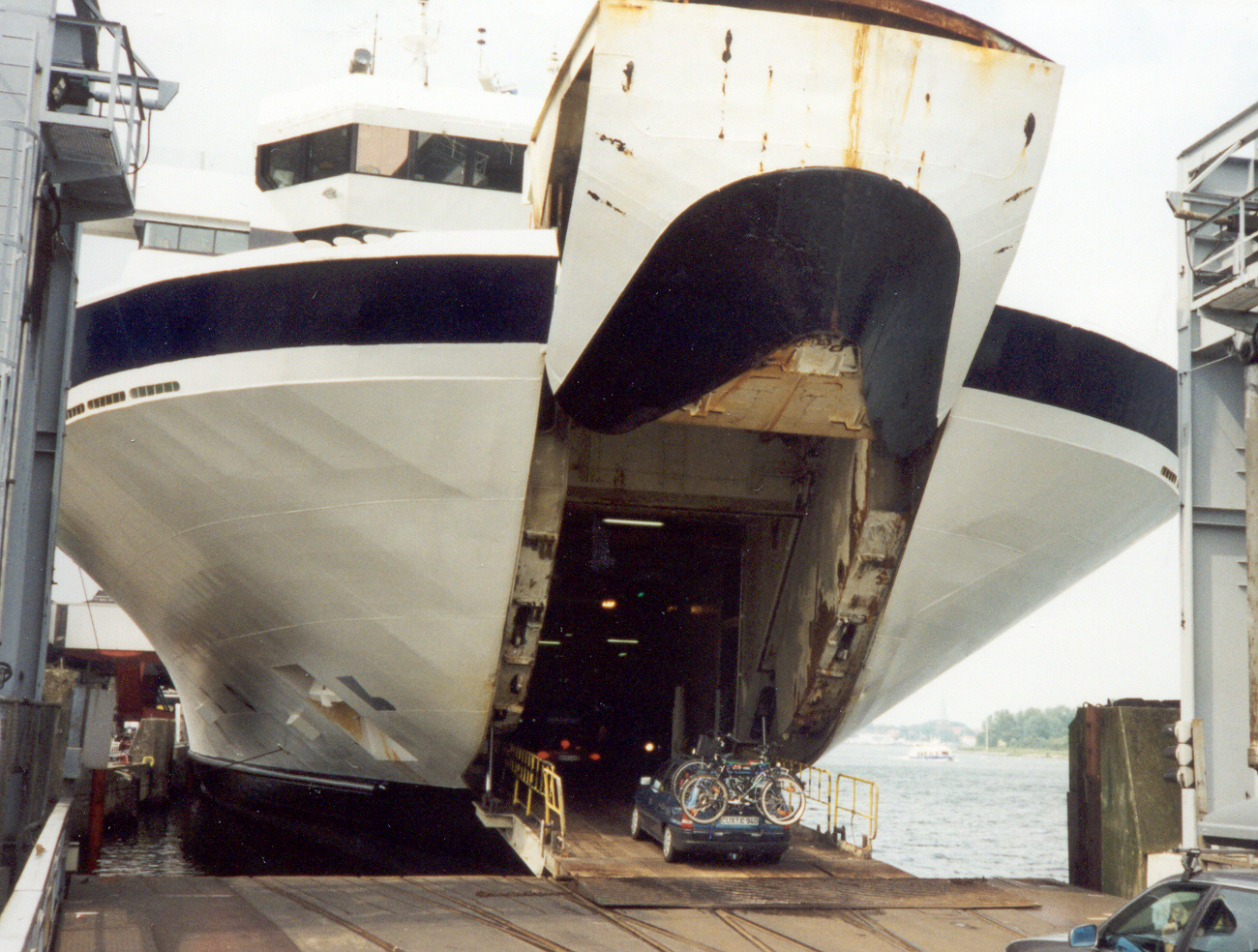
Porte du pont-garage, à la proue.

Voici quels étaient les emménagements tels qu'ils étaient lors de la dernière saison du Finnjet (été 2005). Sur ce navire, seuls les ponts accessibles aux passagers étaient numérotés, la salle des machines était située sous le pont 1.
1. Silja Spa, piscine
2. Cabines de l'équipage, pont-garage
3. Cabines de l'équipage, driver's club, pont-garage
4. Cabines de classe Seaside et Tourist I-S, comptoir d'information, buffet Silja, cuisines, mess de l'équipage, embarquement
5. Cabines de classe Seaside et Tourist I-S, cinéma, restaurants Chef's Dining, El Capitán et Maxim á la Carte, boutique Sea shop, parfumerie
6. Cabines de classe Seaside et Tourist I-S, salle de jeux pour enfants (Siljaland), salon de coiffure, Navigator's Pub, cafétéria Seaside, nightclub Ocean Club, embarquement
7. Sièges inclinables, cabines de l'équipage, sundeck
8. Passerelle, cabines de l'équipage, mess des officiers, hôpital
9. Cabines de classe Commodore, Stardust Bar, sundeck de l'équipage
10. Stardust cabinet